# Olga Sánchez Cordero
Olga María del Carmen Sánchez Cordero Dávila (Ciudad de México, 16 de julio de 1947) es una jurista y política mexicana, miembro del partido Morena. Desde el 1 de septiembre de 2024 es diputada federal del Congreso de la Unión.
Se desempeñó como ministra de la Suprema Corte de Justicia de la Nación de 1995 a 2015, nominada por el presidente Ernesto Zedillo. En 2018 fue electa por la Lista Nacional para ocupar un escaño en el Senado de la República, mismo del que pidió licencia tres meses después para desempeñarse como secretaria de Gobernación durante el gobierno de Andrés Manuel López Obrador desde el 1 de diciembre de 2018 hasta su renuncia el 26 de agosto de 2021. Regresó al Senado, donde ejerció como presidenta de la Cámara de Senadores de 2021 a 2022, y concluyó su periodo como senadora hasta el 31 de agosto de 2024.

## Biografía

### Estudios y formación
Sánchez Cordero estudió la licenciatura en Derecho por la Universidad Nacional Autónoma de México (UNAM). Es doctora honoris causa por la Universidad Autónoma de Morelos y por la Universidad Autónoma de Nuevo León.

### Ministra de la Suprema Corte de Justicia
Es la novena mujer en ocupar un sillón del Tribunal Supremo y la primera mujer Notaria Pública en Ciudad de México. Desde entonces ha destacado como una de las abogadas más importantes de México. En su carrera judicial fue Magistrada del Tribunal Superior de Justicia del Distrito Federal y profesora en la UNAM y de diversas universidades del país. Como parte de la reestructuración de la Suprema Corte de Justicia de la Nación de 1995, el presidente Ernesto Zedillo la nominó como ministra de la Suprema Corte de Justicia de la Nación, quedando adscrita a la Primera Sala Civil y Penal. Fue ministra de la Suprema Corte de Justicia de la Nación desde enero de 1995 y hasta noviembre de 2015.

## Carrera política
En 2018 fue elegida senadora del Movimiento Regeneración Nacional al Congreso de la Unión por Lista Nacional, puesto que desempeñó desde el 1 de septiembre-29 de noviembre de 2018. Se destacó como la titular de la secretaría de Gobernación del presidente Andrés Manuel López Obrador siendo la primera mujer en ocupar dicha titularidad. El 26 de agosto de 2021 renunció al puesto para reintegrarse al grupo parlamentario de Morena en el senado y apoyar las «reformas prioritarias» del gobierno.

## Obras
- La Constitución y los Tratados Internacionales. Un acercamiento a la interpretación jurídica de la jerarquía de las normas y la aplicación de los tratados en la legislación nacional, Revista Jurídica, Poder Judicial del Estado de Aguascalientes, 2000

- Coautora del libro Simone de Beauvoir…entre nosotras, Instituto de las Mujeres del Distrito Federal, 2009.

- Derechos Fundamentales vulnerados en el caso Florence Cassez, Revista Académica, Universidad La Salle, 2013.[6]